# Asheq Omar
'Asheq Omar (tiếng Ả Rập: عاشق عمر, cũng đánh vần Ashiq Umar) là một ngôi làng Syria nằm ở phó huyện Ayn Halaqim ở huyện Masyaf, Hama. Theo Cục Thống kê Trung ương Syria (CBS), ′ Asheq Omar có dân số 473 người trong cuộc điều tra dân số năm 2004.